# Nadadouro
Nadadouro est une freguesia portugaise du district de Leiria située dans la sous-région de l’Ouest.
Avec une superficie de 9,22 km2 et une population de 1 422 habitants (2001), la paroisse possède une densité de 154,2 hab/km2.